# Nīāq
Nīāq (persiska: نياق) är en ort i Iran.   Den ligger i provinsen Qazvin, i den nordvästra delen av landet, 150 km nordväst om huvudstaden Teheran. Nīāq ligger 1 695 meter över havet och antalet invånare är 191.
Terrängen runt Nīāq är lite bergig.Runt Nīāq är det ganska tätbefolkat, med 108 invånare per kvadratkilometer. Närmaste större samhälle är Qazvin, 15,0 km söder om Nīāq. Trakten runt Nīāq består i huvudsak av gräsmarker.